# Predda Niedda
Predda Niedda è una delle zone industriali-artigianali di Sassari, insieme a Truncu Reale e altre minori.
La località, il cui nome in sassarese significa letteralmente "pietra nera", sorge a occidente del centro di Sassari. Ancora in documenti ufficiali del XIX secolo il sito è espresso col toponimo originario in lingua sarda, con però la forma al plurale di "Sas pedras nieddas", denominazione che solitamente in sardo indica ancora oggi l'ossidiana. 

## Storia
Dalla nascita negli anni settanta non ha visto l'affermarsi di vere e proprie industrie, come nella vicina Porto Torres, ma di attività artigianali e soprattutto di svariati centri commerciali, rendendo vagamente fuorviante la denominazione colloquiale di zona industriale. Vi hanno sede molte imprese, fra cui la nuova redazione dello storico quotidiano La Nuova Sardegna.

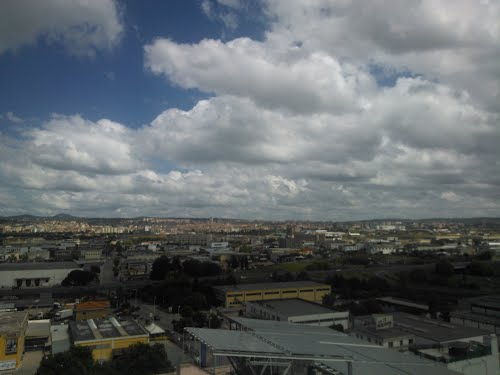
Vista panoramica dall'alto di parte di Predda Niedda e dell'abitato della città di Sassari.
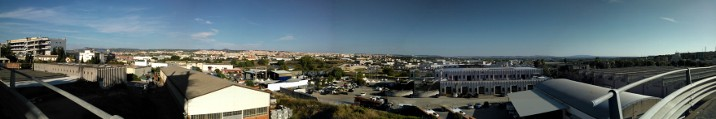
Panoramica dell'abitato di Sassari dalla zona industriale di Predda Niedda.

Dalla nascita nel 1971 la pianificazione della zona è stata affidata al Consorzio Zona Industriale Regionale Predda Niedda partecipato da Comune, Provincia e Camera di commercio; il consorzio risulta al momento commissariato dal 2008, quando la Regione Sardegna ha avviato le procedure di liquidazione.
Delimitata a est dalle linee ferroviarie e dalla stazione e sviluppatosi attorno alle strade statali 131 e 127 bis, con la 291 che attraversava il suo centro, la zona è sempre stata soggetta a grandi volumi di traffico provenienti dalla Nurra e dalle città di Alghero e di Porto Torres, che a causa dell'assenza di strade nella direttrice Sud Est-Nord Ovest si ritrovavano obbligati al passaggio: per decongestionare il traffico venne realizzato un tratto in variante della Carlo Felice, sopraelevato e privo di incroci a raso, incardinato con un notevole svincolo a quadrifoglio con la Statale della Nurra, nel punto che poi diverrà l'attuale centro della zona industriale; quest'asse, unito alle gallerie Chighizzu e a diversi viadotti, andrà a formare nel 1978 la circonvallazione di Sassari, evitando la tortuosa salita di Scala di Giocca e l'attraversamento urbano. La costruzione della Strada Provinciale 15/M per Ittiri, nonche passante all'esterno, rilassò il traffico sulla Settentrionale Sarda e aggiunse un nuovo svincolo oltre la barriera formata dall'asse ferroviario. Il traffico in costante aumento e la necessità di migliorare i collegamenti con il porto di Porto Torres e l'aeroporto di Alghero, nonche che con le città stesse, porto a cavallo del 2000 alla costruzione di due tratti in variante per la 291 e la 131: se il tratto in variante della statale della Nurra non portò cambiamenti notevoli se non un aumento di corsie all'interno dell'agglomerato industriale, la realizzazione della Nuova Strada Anas 268, nota localmente come camionale (e classificata più tardi come Strada Statale 131) portò un notevole cambiamento: la sua costruzione, esterna all'asse urbano, evitata l'attraversamento del traffico di lunga percorrenza passante per Predda Niedda.
L'area industriale, grande all'incirca 400 ettari (4,0 km²), ospita alcune delle testimonianze archeologiche più vicine al centro di Sassari: i nuraghi Giagamanna e Li Luzzani, i resti dell'acquedotto romano che approvvigionava Colonia Iulia Turris Libisonis (l'odierna Porto Torres), e la chiesetta di Sant'Anna.

## Vie di comunicazione
A differenza del resto della città e delle zone limitrofe, la toponomastica stradale non è composta da nomi ma è bensì numerica: solo le strade statali, nei tratti ormai dismessi e ceduti al comune, mantengono dei nomi: Viale Porto Torres per l'ex 131, Viale Predda Niedda per il primo tratto della 127 bis e il tratto urbano della 291 var, e Via Caniga per il restante tratto della 127 bis fino allo svincolo con la nuova 131. La vecchia bretella, di competenza provinciale, offre accesso alla viabilità di lunga percorrenza a Est di Sassari e svincola il traffico locale.
Al 2025 i principali collegamenti stradali sono coperti da:
- a Nord verso le frazioni di Li Punti, San Giovanni, e Ottava;
- a Est verso Alghero e l'Aeroporto, e per la  verso Porto Torres;
- a Sud per la  verso Ittiri, e per la  verso il resto della Sardegna.

Una bretella verso la Strada Provinciale 60 Buddi Buddi, è in fase di completamento. Tale opera offrirà migliori collegamenti verso Nord e verso la Strada Statale 200 dell'Anglona, migliorando la viabilità verso il litorale Platamona e la Romangia.
È inoltra attraversata, senza presentare fermate interne, da:
- la ferrovia Ozieri Chilivani-Porto Torres Marittima;
- la ferrovia Sassari-Alghero.

## Trasporti
L'ATP, l'azienda di trasporto pubblico locale di Sassari, serve con varie linee la zona, fra cui PN per Predda Niedda, la BA per Bancali-Saccheddu e LA per La Landrigga, che l'attraversano, mentre le linee CA per Caniga, LP per Li Punti, OT per Ottava, MA per San Giovanni-Villa Gorizia-Marchetto, PS per Truncu Reale-Pian di Sorres e MP per Platamona costeggiano la zona.